# 久万高原町営バス
久万高原町営バス（くまこうげんちょうえいバス）は、愛媛県上浮穴郡久万高原町内を運行する自治体バスである。
落出駅を起点に旧・柳谷村内を運行する古味線・岩川線と、落出駅を起点に久万高原駅とを結ぶ久万落出線がある。いずれの路線も、JR四国バスの路線廃止により運行が開始された廃止代替バスである。うち古味線・岩川線は、合併前の旧柳谷村が村営バスとして運行を引き継いだ路線である。

## 沿革
- 1950年（昭和25年）4月10日 - 国鉄バス落出古味線開通[1]。
- 1965年（昭和40年）3月20日 - 国鉄バス古味線が大型バス化される。1日6往復が設定された[2]。
- 1990年（平成2年）
  - 4月30日 - JR四国バスが古味線を廃止する。
  - 5月1日 - 柳谷村がJR四国バスの路線廃止に伴い、古味線の運行を開始[3]。
- 1997年（平成9年）
  - 3月21日 - JR四国バスが落出～伊予旭を区間廃止する。
  - 3月22日 - 柳谷村がJR四国バスの区間廃止に伴い、岩川線の運行を開始[4]。
- 2004年（平成16年）8月1日 - 久万高原町発足に伴い、同町の運行となる。
- 2017年（平成29年）
  - 3月31日 - JR四国バスが久万高原線の久万高原～落出を区間廃止する。
  - 4月1日 - 久万高原町がJR四国バスの区間廃止に伴い、久万落出線の運行を開始。松山方面へは久万高原駅で久万高原線と接続する。
  - 7月31日 - 久万落出線ダイヤ改正。毎日1往復減便となる。
- 2018年（平成30年）10月1日 - 停留所の新設及びルートの変更が行われた。
  - 久万落出線：伊予落合停留所と梨ノ下停留所の間に下落合停留所を新設。
  - 岩川線：旧中津小学校前停留所を新設。国道33号沿いの折戸停留所より分岐し、岩川停留所で転回するルートとなる。岩川・旧中津小学校前の各停留所を経由する順序により以下の2系統が設定され、岩川線の終点が折戸停留所に変更された。ただし、終点到着後の復路は面三ダム停留所を経由し落出方面へ向かう運用となる。
    - 下回り：落出方面→折戸→岩川→旧中津小学校前→折戸→落出方面
    - 上回り：落出方面→折戸→旧中津小学校前→岩川→折戸→落出方面
- 2019年（平成31年・令和元年）
  - 1月4日 - 古味線・岩川線のダイヤ改正が行われた。
  - 7月1日 - ダイヤ改正及び停留所の移設・運賃改定が行われた。
    - 久万落出線：ダイヤ改正が行われた。
    - 岩川線：岩川停留所が落出方面に約350m先の交差点に移設された。移設に伴い岩川停留所でのバスの転回が廃止された。営業距離の短縮に伴い岩川停留所の運賃の改定が行われたが、ダイヤ改正は行われなかった。
- 2024年（令和6年）4月1日 - 久万落出線のダイヤ改正が行われた。
- 2025年（令和7年）4月1日 - 停留所の新設及びダイヤ改正が行われた。
  - 久万落出線：御三戸停留所と沢渡橋停留所の間に美川支所停留所が新設され、ダイヤ改正が行われた。美川支所停留所には平日の久万高原町役場美川支所の開庁日に限り停車し、時間帯により通過する便も設定されている。
  - 古味線：落出駅と川前停留所の間に柳谷支所停留所が新設され、ダイヤ改正が行われた。柳谷支所停留所には時間帯により通過する便も設定されており、土曜日は全便停車しない。
  - 岩川線：落出駅と面三ダム停留所の間に柳谷支所停留所が新設され、ダイヤ改正が行われた。柳谷支所停留所には上回りの系統のみ停車し、土曜日は停車しない。

## 路線
古味線
- 落出駅 - （柳谷支所） - 川前 - 松木出口 - 永野 - 崎山 - 八釜 - ごうかく駅 - 小村 - 茗荷出口 - 大成 - 古味
日曜・祝日（振替休日含む）及び年末年始は運休。
柳谷支所には時間帯により通過する便も設定されており、土曜日は全便停車しない。

岩川線
- 下回り （始発の1便のみ）
  - 落出駅 - 面三ダム - 折戸 - 紀念の滝 - 旭 - 岩川 - 旧中津小学校前 - 折戸 - 面三ダム - 落出駅
- 上回り
  - 落出駅 - （柳谷支所） - 面三ダム - 折戸 - 旧中津小学校前 - 岩川 - 旭 - 紀念の滝 - 折戸 - 面三ダム - （柳谷支所） - 落出駅
柳谷支所には土曜日は停車しない。

日曜・祝日（振替休日含む）及び年末年始は運休。
旭および岩川で仁淀川町町民バスと接続。

久万落出線
- 久万高原駅 - 伊予落合 - 美川中学校口 - 御三戸 - （美川支所） - 沢渡橋 - 広瀬 - 落出駅
平日7.5往復、土・日・祝日及び年末年始6.5往復。
美川支所には平日の久万高原町役場美川支所の開庁日に限り停車する。
久万高原駅でJR四国バス久万高原線（松山方面）と、御三戸で伊予鉄南予バス（面河方面・平日のみ）と接続している。
JR四国バスの区間廃止のために運行されているという経緯から、基本的に久万高原駅での乗り換えが保証されている。それに伴い、JR四国バスのダイヤ改正時には久万落出線のダイヤ改正も併せて実施される。

## 車両
古味線・岩川線（柳谷産業開発公社に運行業務委託）
- 15人乗りのハイエースを使用している。
- バス車載システムと運賃箱は搭載しておらず、運賃は乗車時に運転手に手渡しする。

久万落出線（美川タクシーに運行業務委託）
- 14人乗りのハイエースを使用している。車体に町内の観光地や、同町のキャラクターである、「ゆりぼう」のイラストが描かれている。
- バス車載システムとして、株式会社バイタルリードの「馬須田のるぞう」が利用されており、降車ボタンの設備がある。
- 運転席と助手席の間に運賃箱(両替機能なし)が設置されている。運賃は乗車時に前払いする。

## 自家用車での利用
2025年（令和7年）4月1日より美川支所停留所及び柳谷支所停留所が新設となったが、久万高原町役場の美川・柳谷両支所及び落出駅の駐車場に自家用車を駐車して町営バスを利用することが可能になった。